# Dick Stenberg
Dick Stenberg (* 21. Januar 1921 in Falun; † 27. September 2004 in Bromma) war ein schwedischer Generalleutnant.

## Leben
Nach seiner Schulzeit in Södermalm in der Nähe Stockholms trat Dick Stenberg 1939 in die schwedischen Luftstreitkräfte ein. 1942 wurde er zum Fähnrich befördert und war während des Krieges Fluglehrer und später Staffelkapitän im Verband F5 in Ljungbyhed, der die Ausbildung der Piloten durchführte. Als Staffelkapitän wurde er 1949 bis 1954 auch im Verband F 8 in Stockholm-Barkarby eingesetzt und danach als Leiter des Flugbetriebs im Geschwader F18 in Stockholm-Tullinge.
1962 und 1963 nahm er am Einsatz der Luftwaffe in der Kongo-Krise für die Vereinten Nationen teil und wurde im Anschluss Kommodore des Geschwaders F 18. Nach Verwendungen als Leiter des östlichen Verteidigungsbereichs und im nationalen Verteidigungsstab war er vom 1. Oktober 1973 bis 30. September 1982 Befehlshaber der schwedischen Luftstreitkräfte.
Nach seiner aktiven Zeit ließ sich Stenberg zum Präsidenten der Stiftung des Flygvapenmuseum wählen.